# Petroica carablanca
La petroica carablanca (Tregellasia leucops) és un ocell de la família dels petròicids (Petroicidae).

## Hàbitat i distribució
Viu entre la malesa del bosc de les muntanyes de Nova Guinea, Yapen i terres baixes del nord-est de Queensland.